# Alchemilla melancholica
Alchemilla melancholica é uma espécie de rosácea do gênero Alchemilla, pertencente à família Rosaceae.